# Eosentomon silvaticum
Eosentomon silvaticum är en urinsektsart som beskrevs av Andrzej Szeptycki 1986. Eosentomon silvaticum ingår i släktet Eosentomon och familjen trakétrevfotingar. Inga underarter finns listade i Catalogue of Life.